# Баламут Олександр Миколайович
Баламут Олександр Миколайович (нар. 23 листопада 1933 — пом. 10 листопада 2009, місто Горохів, Горохівський район, Волинь) — майстер спорту, заслужений тренер України, член збірних команд СРСР та України, почесний громадянин Волині.

## Біографія
Народився Олександр Баламут 23 листопада 1933 року в місті Горохові (Волинської області). Спортивну кар'єру гандболіста розпочав у місті Львові, де навчався в інституті фізичної культури. У складі збірної команди міста Львова брав участь у чемпіонаті України. Виступав на міжнародній арені, зокрема, у складі збірної Радянського Союзу в матчах проти команди Німецької демократичної республіки у 1956 році. У складі збірної команди міста Львова зайняв ІІ місце в першій першості СРСР з ручного м'яча, що відбулась у Москві.
Але ще більшої слави Баламут зажив як гандбольний тренер, який виховав цілу плеяду талановитих спортсменів. Олександр Миколайович Баламут на своїй малій батьківщині — місті Горохові, створив справжню «фабрику зірок» ручного м'яча — п'ятнадцять майстрів спорту та понад сто вихованців волинського наставника свого часу входили до збірних СРСР та УРСР. Відомі гандболістки Анжела Швайковська та Наталя Голдованська навіть грали у легендарному київському «Спартаку» у Ігора Турчина.
Для багатьох закоханих у спорт українців райцентр на Волині асоціюється тільки із ручним м'ячем. Автор цих рядків свого часу був свідком такої ситуації: у Горохові проходили змагання із гандболу на першість УРСР, і в одному з матчів зійшлися команда Києва з місцевими вихованцями. Підопічні Баламута обіграли столичних гостей! Після гри їхній тренер у розпачі вигукнув до гравців: «Покажите мне на карте этот Горохов! Кому вы проиграли»? Певна річ, уже згодом команди Києва, Запоріжжя та Броварів стояли в черзі, щоб перехопити талановиту молодь із волинського гандбольного «клондайку».
Олександр Баламут окрім свого професіоналізму відзначався також і принциповістю. В одному з інтерв'ю він розповів історію, про те, як і чому, з нього зняли звання «Заслужений тренер»: "Грають мої хлопці з луганчанами. Мають величезну перевагу, а суддя то порушення правил «вигадує», то гол не зараховує, то на дві хвилини незаслужено вилучає. Програли ми тоді, з очей гандболістів сльози котилися. Я в коридорі перестрів арбітра, а він ще й з посмішкою запитує: «Ну, як я вас „кинув“? Я йому й дав ляпаса. Той поскаржився. Міністерство освіти створило спеціальну комісію з розслідування інциденту. Мене тимчасово відлучили від тренерської роботи. А згодом розібрались, виправдали, навіть „потерпілий“ визнав свою вину.»
Після розпаду Союзу припинили фінансувати спортивні школи, тому й гандбол на Горохівщині занепав. Згодом Олександра Миколайовича попросили очолити місцеву юнацьку команду, яка от-от стає на ноги. Через два роки після того як Баламута повернули у гандбол, Горохів знову тріумфував на обласній першості. Та мало хто здогадувався, що тренер витрачає надзусилля тільки для того, щоб прийти на тренування. Зі слів друзів, ніхто жодного разу не чув і нотки смутку чи болю в голосі тренера…
Уболівальники зі стажем знають, що Баламут товаришував з Ігорем Турчиним, проте мало хто йме віри, що горохівчанин був свідком на реєстрації шлюбу Ігоря та Зінаїди. Недарма наш земляк найбільше дорожив подарунками саме від київського «Спартака». Червоно-білий спортивний костюм одягав на свята, а м'яч з автографами гравців посідав достойне місце в колекції. Цей м'яч, костюм і палиця, яка впродовж останніх років допомагала ходити, пішли назавжди із Олександром Миколайовичем в інший світ 10 листопада 2009 року.
Олександру Миколайовичу у 2004 році, першому серед волинян, був удостоєний звання "Почесний громадянин Волині"., ст. Обласні нагороди, с. 62.